# Wilcza Góra (rejon jaworowski)
Wilcza Góra (ukr. Вовча Гора) – wieś na Ukrainie, w rejonie jaworowskim obwodu lwowskiego. Wieś liczy około 225 mieszkańców.

## Historia
W XIX wieku właścicielem tabularnym Wilczej Góry był hr. Władysław Rozwadowski.
W II Rzeczypospolitej do 1934 samodzielna gmina jednostkowa. Następnie należała do zbiorowej wiejskiej gminy Nahaczów w powiecie jaworowskim w woj. lwowskim. Po wojnie wieś weszła w struktury administracyjne Związku Radzieckiego.